# Komunistyczna Partia Polski (1940–1942)
Komunistyczna Partia Polski (KPP) – nazwa używana przez różne grupy komunistów w okupowanej Polsce. 
W grudniu 1939 r. powstał Komitet dzielnicowy KPP w Zawierciu (Piotr Kowalczyk, Wincenty i Jan Kiśle, Stanisław Wróbel); działał do 1941 r. W 1940 r. powstał Komitet Dzielnicowy KPP w powiecie olkuskim na czele z sekretarzem Stanisławem Brodzińskim i zastępcą sekretarza Stanisławem Gębalą. W tym samym okresie komuniści w Chrzanowie rozpoczęli budowę podokręgu KPP. 
W marcu grupy takie powstały w Poznaniu, gdzie połączyły się najpierw w Komitet Miejski, a potem w Komitet Okręgowy KPP na czele z sekretarzem Andrzejem Węcławkiem i zastępcą sekretarza Janem Mazurkiem. Do czołowych działaczy poznańskiej KPP należeli również Jakub Przybylski i Roman Pasikowski. Gdy we wrześniu 1942 do Poznania przybył Leon Koczaski, przedstawiciel Polskiej Partii Robotniczej, członkowie tych organizacji weszli w skład tej partii. W maju 1944 Jan Mazurek i Roman Pasikowski zostali aresztowani przez gestapo, a 13 sierpnia 1944 rozstrzelani w obozie karno-śledczym w Żabikowie (m.in. wraz z aresztowanym już w kwietniu 1943 Jakubem Przybylskim).
Odmienny charakter miała warszawska inicjatywa Leona Lipskiego, który usiłował w latach 1942–1943 odbudować KPP jako „czysto polską partię robotniczą, niezależną od Kominternu”.